# Аджимка
Аджимка — река в России, протекает в Уржумском и Малмыжском районах Кировской области. Устье реки находится в 203 км по правому берегу реки Вятки. Длина реки составляет 30 км.
Исток реки находится у границы с Марий Эл в лесу Орловская Роща у деревни Кондаки. Река течёт на северо-восток, протекает село Аджим, деревни Верхняя, Исаево, Янкино, Кисели, Решетниково и Кинерь. Притоки — Полдневка, Безымянка, Юровка, Грязнушка, Родиха, Верхняя Речка (правые); Солонышка, Малая Кучка, Манкинерька (левые). Верхнее течение проходит по Малмыжскому району, в нижнем течении образует границу Малмыжского и Уржумского районов. Впадает в Вятку у деревни Воробьи напротив посёлка Арпорек. В устье — пристань Воробьи.

## Данные водного реестра
По данным государственного водного реестра России относится к Камскому бассейновому округу, водохозяйственный участок реки — Вятка от водомерного поста посёлка городского типа Аркуль до города Вятские Поляны, речной подбассейн реки — Вятка. Речной бассейн реки — Кама.
Код объекта в государственном водном реестре — 10010300512111100039986.